# Барон Фицуорин

Герб Фулька Фицуорина, 1-го барона Фицуорина (1251—1315)

Барон Фицуорин (англ. Baron FitzWarin) — старинный дворянский титул в системе Пэрства Англии. Он был создан в июне 1295 года для Фулька Фицуорина (1251—1315), одного из лордов Уэльской марки. Семья Фицуорин на протяжении почти столетия, начиная с Фулька III Фицуорина, владела замком Уиттингтон. Этот замок в окрестностях города Озуэстри был их главной резиденцией. Замок Уиттингтон располагался в графстве Шропшир.
Все наследники мужского пола в семье Фицуорин носили имя Фульк. В 1420 году после смерти Фулька Фицуорина, 7-го барона Фицуорина (1406—1420), мужская линия семьи прервалась. Баронский титул перешел к Элизабет Фицуорин и семье Буршье. В 1536 году Джон Буршье, 11-й барон Фицуорин (1470—1536), получил титул графа Бата в системе Пэрства Англии. После смерти в 1636 году Эдварда Буршье, 4-го графа Бата и 14-й барона Фицуорина (1590—1636), титул барона Фицуорина оказался бездействующим.

## Предшественники баронов
- Фульк I Фицуорин (ум. 1170/1171), сторонник короля Генриха II (1154—1189), владелец замков Уиттингтон в графстве Шропшир и Алвестон в графстве Глостершир, сын Уорина из Меца (Лотарингия)[2].
- Фульк II Фицуорин (ум. 1197), сын предыдущего, женат Хависе де Динан, дочери Гозлена де Динана. Его младший сын Уильям Фицуорин, получивший во владение имение Брайтли (англ.) в графстве Девоншир, принял фамилию «де Брайтли»[3].
- Фульк III Фицуорин (ум. 1258), старший сын предыдущего, получил во владение замок Уиттингтон (англ.) в 1204 году
- Фульк IV Фицуорин (ум. 1264), старший сын предыдущего. Утонул в реке Уз после бегства с поля битвы при Льюисе в 1264 году[4].

## Бароны Фицуорин (1295)
- Фульк Фицуорин, 1-й барон Фицуорин (1251—1315), сын предыдущего, был вызван в парламент в качестве лорда Фицуорина 23 июня 1295 года
- Фульк Фицуорин, 2-й барон Фицуорин (ок. 1285—1337), сын предыдущего
- Фульк Фицуорин, 3-й барон Фицуорин (ок. 1315—1349), сын предыдущего
- Фульк Фицуорин, 4-й барон Фицуорин (1340—1374), сын предыдущего
- Фульк Фицуорин, 5-й барон Фицуорин (1362—1391), сын предыдущего
- Фульк Фицуорин, 6-й барон Фицуорин (1389—1407), сын предыдущего
- Фульк Фицуорин, 7-й барон Фицуорин (1406—1420), сын предыдущего
- Элизабет Фицуорин, 8-я баронесса Фицуорин (ок. 1404 — ок. 1427), сестра предыдущего, вышла замуж за Ричарда Хэнкфорда (ок. 1397—1431)[5], сына и наследника Ричарда I Хэнкфорда (ум. 1419), сына сэра Уильяма Хэнкфорда (ок. 1350—1423), главного судьи Англии. После ее смерти на баронский титул претендовали её дочери, Томасин Хэнкфорд (1423—1453) и Элизабет Хэнкфорд (ок. 1424—1433)
- Томасин Хэнкфорд, 9-я баронесса Фицуорин (1423—1453), жена сэра Уильяма Буршье (1407—1470), 2-го сына Уильяма Буршье, 1-го графа д’Э (1386—1420). Он был вызван к парламенту как лорд Фицуорин в своем праве
- Уильям Буршье, 9-й барон Фицуорин (1407—1470), по праву жены
- Фульк Буршье, 10-й барон Фицуорин (25 февраля 1445 — 16 сентября 1479), старший сын предыдущего
- Джон Буршье, 1-й граф Бат (20 июля 1470 — 30 апреля 1539), единственный сын предыдущего, в 1536 году получил титул 1-го графа Бата
- Джон Буршье, 2-й граф Бат, 12-й барон Фицуорин (1499 — 10 февраля 1561), единственный сын предыдущего
- Уильям Буршье, 3-й граф Бат (29 сентября 1557 — 12 июля 1623), старший сын сэра Джона Буршье, лорда Фицуорина (1529—1556), внук предыдущего
- Эдвард Буршье, 4-й граф Бат, 14-й барон Фицуорин (1 марта 1590 — 31 марта 1636), младший сын предыдущего. После смерти Эдварда Буршье титул барона Фицуорина оказался бездействующим. На него стали претендовать три его дочери, Энн, Элизабет и Дороти. А титул графа Бата унаследовал его родственник, Генри Буршье, 5-й граф Бат (1587—1654), пятый сын сэра Джорджа Буршье (ок. 1535—1605) и внук Джона Буршье, 2-го графа Бата.